# Mayfair (hrabstwo Fresno)
Mayfair – jednostka osadnicza w Stanach Zjednoczonych, w stanie Kalifornia, w hrabstwie Fresno.